# Atractus multidentatus
Espèce
Atractus multidentatus est une espèce de serpents de la famille des Dipsadidae.

## Répartition
Cette espèce est endémique de l'État de Mérida au Venezuela. Elle se rencontre vers 1 000 m d'altitude sur le versant Nord de la cordillère de Mérida.

## Description
L'holotype de Atractus multidentatus, une femelle adulte, mesure 160 mm dont 12 mm pour la queue

## Étymologie
Son nom d'espèce, du latin multi, « nombreux, nombreuses », et dentatus, « dent », fait référence au nombre important de dents qu'elle présente.

## Publication originale
- Passos, Rivas & Barrio-Amorós, 2009 : Description of two new species from Venezuela in the highly diverse dipsadine genus Atractus (Serpentes: Colubridae). Amphibia-Reptilia, vol. 30, no 2, p. 233-243 (texte intégral).